# Asciano
Asciano est une commune de la province de Sienne, dans la région Toscane, en Italie.

## Géographie
Asciano se trouve au cœur des Crete senesi.

## Histoire
C'est à Asciano qu'est fondé en 1313 l'ordre du Mont-Olivet.

## Monuments
- Collégiale Sainte-Agathe.
- Abbaye territoriale Santa Maria de Monte Oliveto Maggiore.

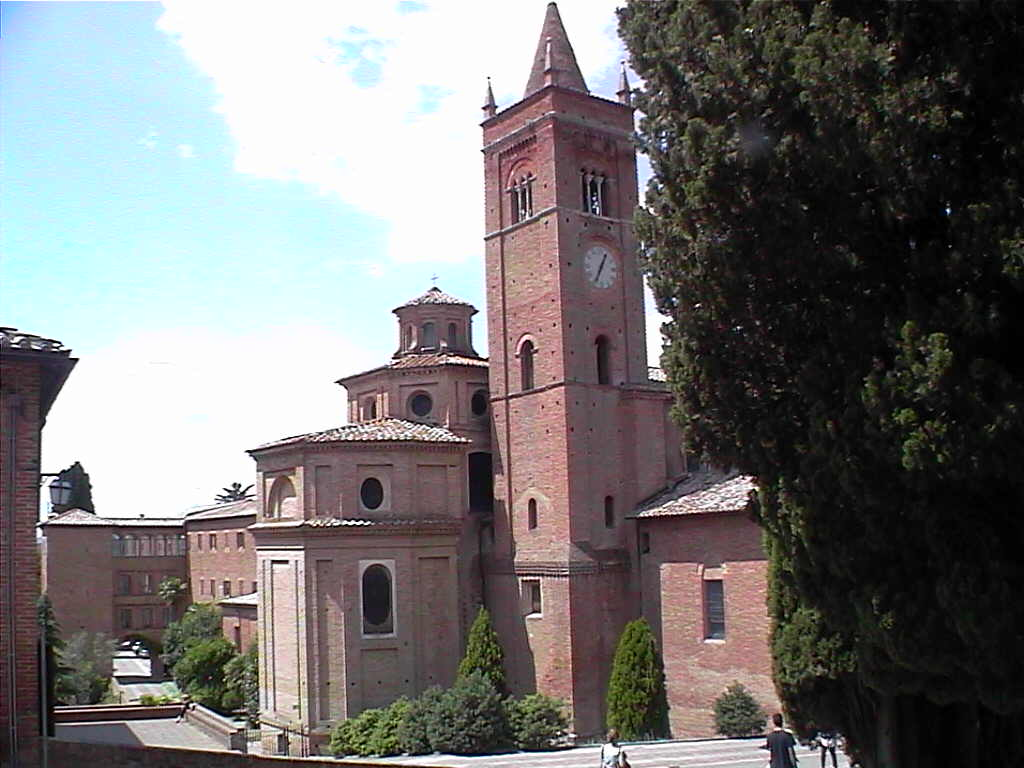
Chevet de l'église de l'abbaye territoriale Santa Maria de Monte Oliveto Maggiore.
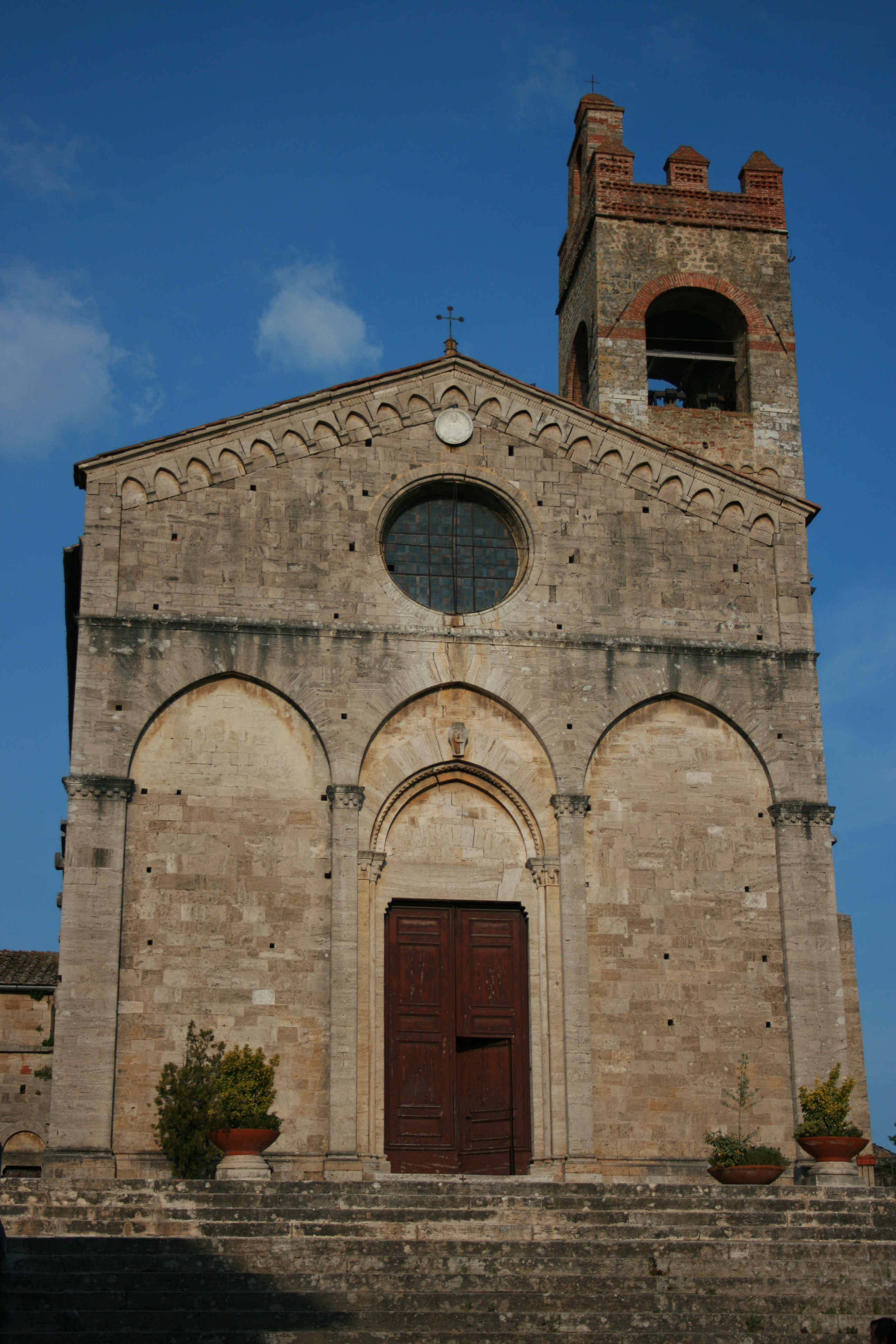
Collégiale Sainte-Agathe.

## Musées
- Museo Cassioli[2] : œuvres des peintres locaux Amos et Giuseppe Cassioli, des peintres du XIXe siècle (Francesco Nenci, Giuseppe Mussini, Angelo Visconti, Pietro Aldi).
- Museo Civico Archeologico e d'Arte Sacra[2] : peintures, sculpture, majolique de l'art siennois du XIIe au XVIIIe siècle, vestiges archéologiques  en  bronze, ivoire, bucchero du VIIe au Ier siècle av. J.-C.

## Personnalités
- Anna Luisa Pignatelli.

## Administration
| Période                                  | Période  | Identité           | Étiquette       | Qualité |
| ---------------------------------------- | -------- | ------------------ | --------------- | ------- |
| 14 juin 2004                             | En cours | Roberto Pianigiani | Centro-Sinistra |         |
| Les données manquantes sont à compléter. |          |                    |                 |         |

### Hameaux
Arbia, Chiusure, Castelnuovo Scalo, Torre a Castello.

### Communes limitrophes
Buonconvento, Castelnuovo Berardenga, Monteroni d'Arbia, Rapolano Terme, San Giovanni d'Asso, Sienne, Sinalunga, Trequanda.

### Jumelage
La Roque d'Anthéron (France).

### Évolution démographique
Habitants recensés